# Ituiutaba
Ituiutaba é um município do interior do estado de Minas Gerais. Sua população em julho de 2024, de acordo com a estimativa do Instituto Brasileiro de Geografia e Estatística (IBGE), era de 106 397 habitantes.

## Topônimos
O município teve vários nomes no decorrer de sua história: Campanhas do Tijuco, Capela do São José do Rio Tijuco (1833), Distrito de São José do Tijuco (1839), Vila Platina (1901) e, finalmente, Ituiutaba (1915), termo tupi que significa "aldeia do lamaçal do rio", pela junção de  'y (rio), tyîuka (lamaçal) e taba (aldeia), ou ainda "povoação do rio Tijuco". Tijuco significa "lama".

## História
A região era originalmente habitada por povos indígenas, como os caiapós, também conhecidos como tabajaras ou "bilreiros", pertencentes ao grupo macro-jê. Esse grupo acabou recebendo a alcunha racista de bugres.
A região começou a ser invadida, por volta de 1819, quando chegaram a região do Rio Tijuco, os bandeirantes Joaquim Antonio de Morais e José da Silva Ramos, com suas famílias. José da Silva Ramos propôs ao concunhado mais jovem, Joaquim Antonio de Morais, separarem uma parte de suas glebas para a construção de uma capela e um cemitério.
Em 1830, chegou à região o padre Antônio Dias Gouveia, em companhia de seus sobrinhos. Empenhou-se em concretizar a construção da capela e do cemitério com o apoio dos moradores da região.
Por volta de 1832, foi edificada a primeira capela em honra a São José, e, em torno dela, nasce o "Arraial São José do Rio Tijuco", pertencendo ao município de Prata.
A emancipação aconteceu por força da Lei Estadual de nº 319, de 16 de setembro de 1901, passando a chamar-se Vila Platina. Em 18 de setembro de 1915, a Lei Estadual n.º 663 eleva a Vila Platina à categoria de cidade, que passa a se chamar Cidade de Ituiutaba.

## Economia
A cidade é um polo regional, atendendo com serviços variados a região do Pontal do Triângulo Mineiro. Referências podem ser feitas aos municípios de Capinópolis, Santa Vitória (Minas Gerais), Gurinhatã, Canápolis e Cachoeira Dourada de Minas, Ipiaçu, pela proximidade geográfica.
Tem no agronegócio (agricultura da soja e milho e pecuária de corte e leite) e na prestação de serviços (comércio variado, advocacia, assessoria e consultoria de informática, etc) seus principais elementos e fonte de divisas. Em relação ao setor secundário, destacam-se: Nestlé, BP Biocombustíveis, Frigorífico JBS, Canto de Minas, Laticínios Baduy, entre outras.

## Geografia
Ituiutaba localiza-se no pontal do Triângulo Mineiro, no Planalto Central do Brasil.

### Hidrografia
No município passam os seguintes cursos de água: Rio Tijuco; Ribeirão São Lourenço que, junto ao Tijuco, é responsável pelo abastecimento da cidade; Córrego Sujo; Ribeirão São José; Rio da Prata; e Rio Paranaíba

### Clima
O clima da cidade é classificado como tropical de altitude, com precipitações concentradas nos meses de outubro a abril. O restante do ano é caracterizado pela seca. Segundo dados do Instituto Nacional de Meteorologia (INMET), desde 1980 a menor temperatura registrada em Ituiutaba foi de −0,1 °C em 7 de julho de 2019, superando o recorde anterior de 0 °C em julho de 2000, nos dias 17 e 18. A máxima recorde atingiu 41,7 °C em 7 de outubro de 2020, batendo os 41,4 °C registrados em 16 de outubro de 2000 e novamente em 15 de outubro de 2014. O maior acumulado de precipitação em 24 horas foi de 144,2 mm em 16 de dezembro de 2008. Outros acumulados iguais ou superiores a 100 mm foram 124,9 mm em 16 de janeiro de 1991, 120 mm em 17 de janeiro de 1992, 118 mm em 3 de fevereiro de 2008, 109 mm em 26 de fevereiro de 1999 e 105,1 mm em 19 de março de 1998.
| Dados climatológicos para Ituiutaba                                                                                                 | Dados climatológicos para Ituiutaba | Dados climatológicos para Ituiutaba | Dados climatológicos para Ituiutaba | Dados climatológicos para Ituiutaba | Dados climatológicos para Ituiutaba | Dados climatológicos para Ituiutaba | Dados climatológicos para Ituiutaba | Dados climatológicos para Ituiutaba | Dados climatológicos para Ituiutaba | Dados climatológicos para Ituiutaba | Dados climatológicos para Ituiutaba | Dados climatológicos para Ituiutaba | Dados climatológicos para Ituiutaba |
| Mês | Jan                                 | Fev                                 | Mar                                 | Abr                                 | Mai                                 | Jun                                 | Jul                                 | Ago                                 | Set                                 | Out                                 | Nov                                 | Dez                                 | Ano                                 |
| --- | ----------------------------------- | ----------------------------------- | ----------------------------------- | ----------------------------------- | ----------------------------------- | ----------------------------------- | ----------------------------------- | ----------------------------------- | ----------------------------------- | ----------------------------------- | ----------------------------------- | ----------------------------------- | ----------------------------------- |
| Temperatura máxima recorde (°C) | 37,7                                | 37,3                                | 37,5                                | 36,1                                | 35,2                                | 34,2                                | 35,2                                | 38,1                                | 40,7                                | 41,7                                | 38                                  | 37,7                                | 41,7                                |
| Temperatura máxima média (°C) | 31,5                                | 31,9                                | 31,7                                | 31,5                                | 29,6                                | 29                                  | 29,8                                | 31,8                                | 33,3                                | 33,1                                | 32,1                                | 31,4                                | 31,4                                |
| Temperatura média compensada (°C)                                                                                                   | 25,4                                | 25,4                                | 25,1                                | 24,3                                | 21,5                                | 20,4                                | 20,7                                | 22,6                                | 25,1                                | 25,8                                | 25,5                                | 25,3                                | 23,9                                |
| Temperatura mínima média (°C) | 21,1                                | 21                                  | 20,5                                | 19,1                                | 15,4                                | 14,2                                | 13,9                                | 15,2                                | 18,6                                | 20                                  | 20,6                                | 20,9                                | 18,4                                |
| Temperatura mínima recorde (°C) | 15,8                                | 13                                  | 10,1                                | 7                                   | 3,4                                 | 1,6                                 | −0,1                                | 2,1                                 | 2,2                                 | 11,3                                | 12,8                                | 12,6                                | −0,1                                |
| Precipitação (mm) | 305,4                               | 193,5                               | 191,9                               | 83,9                                | 37                                  | 16,8                                | 6,5                                 | 14                                  | 49                                  | 127,3                               | 161,5                               | 235,4                               | 1 422,2                             |
| Dias com precipitação (≥ 1 mm) | 16                                  | 13                                  | 12                                  | 6                                   | 3                                   | 1                                   | 1                                   | 1                                   | 5                                   | 9                                   | 11                                  | 15                                  | 93                                  |
| Umidade relativa compensada (%) | 79,1                                | 77,1                                | 78,2                                | 74,2                                | 71,6                                | 68,6                                | 60,9                                | 53,1                                | 56,3                                | 64,4                                | 72,3                                | 77,3                                | 69,4                                |
| Insolação (h) | 164,8                               | 163,1                               | 189                                 | 215,6                               | 227,3                               | 225                                 | 244,6                               | 245,7                               | 190,5                               | 192,2                               | 186,1                               | 175,4                               | 2 419,3                             |
| Fonte: Instituto Nacional de Meteorologia (INMET) (normal climatológica de 1981-2010; recordes de temperatura: 01/03/1980-presente) |                                     |                                     |                                     |                                     |                                     |                                     |                                     |                                     |                                     |                                     |                                     |                                     |                                     |

### Infraestrutura
Sobre o tratamento de água e esgoto, há no município a Superintendência de Água e Esgotos (SAE), uma autarquia municipal, responsável pelo tratamento e distribuição de água na cidade e pela coleta, disposição e tratamento do esgoto. A SAE tem certificado ISO 9001 e o Prêmio Nacional de Qualidade em Saneamento (PNQS).

#### Educação

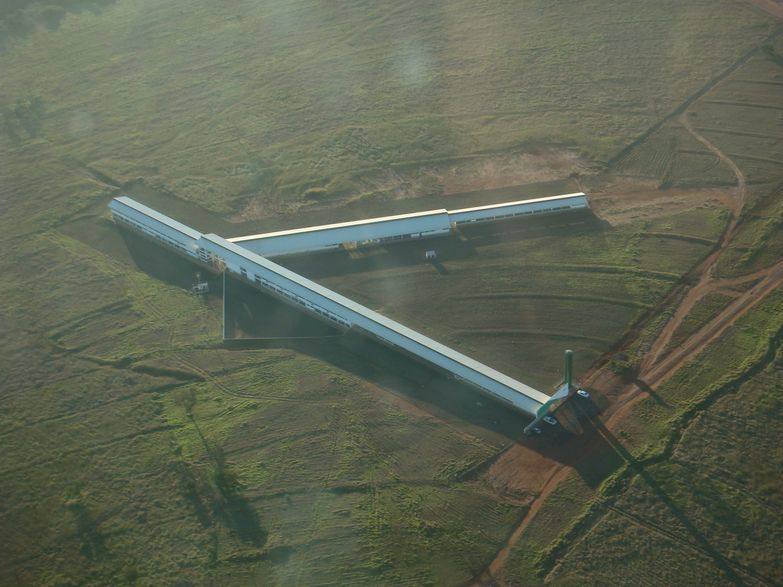
Vista aérea do IFTM - Campus Ituiutaba.

O setor educacional, conta com creches, escolas de ensino fundamental (1º a 9º ano), ensino médio (10º a 12º ano) e ensino superior, contando com 5 universidades.
O Instituto Federal do Triângulo Mineiro - Campus Ituiutaba, localizado no bairro Novo Tempo II, oferece atualmente 5 cursos superiores, 8 cursos técnicos e 3 de pós-graduação Lato Sensu.

##### Universidades Privadas
A Faculdade Mais de Ituiutaba (FacMais), possui 11 cursos de graduação, sendo eles: Administração, Ciências Contábeis, Direito, Educação Física, Enfermagem, Engenharia Civil, Farmácia, Medicina, Odontologia, Psicologia e Publicidade e Propaganda.
A UNOPAR oferece cursos de ensino semi-presencial-conectado (EAD), além de cursos de Especialização e MBA.

##### Universidades Públicas
A Universidade do Estado de Minas Gerais (UEMG), funcionava na cidade como instituição privada associada à UEMG, porém com a Fundação Educacional de Ituiutaba (FEIT) como mantenedora. A partir de junho de 2014 foi encampada, e passou a ser UEMG - Unidade Ituiutaba. Localizada no bairro universitário, atualmente conta com 13 cursos de graduação. Sendo eles: Agronomia, Ciências Biológicas, Direito, Educação Física, Engenharia da Computação, Engenharia Elétrica, Pedagogia, Psicologia, Química, Sistemas de informação, Tecnolgia em Agronegócio, Tecnologia em Gestão Ambiental, e Tecnologia em Produção Sucroalcooleira.
A Universidade Federal de Uberlândia (UFU), possuí um campus na cidade de Ituiutaba, a Faculdade de Administração, Ciências Contábeis, Engenharia de Produção e Serviço Social (FACES), o Instituto de Ciências Exatas e Naturais do Pontal (ICENP) e o Instituto de Ciências Humanas do Pontal (ICHPO). Juntos, a FACES, ICENP e ICHPO ofertam anualmente 648 vagas para 11 cursos de graduação com uma capacidade de aproximadamente 3 mil alunos. Também são desenvolvidos no campus programas de pós-graduação Stricto sensu, de mestrado acadêmico em Geografia do Pontal, mestrado profissional em Ensino de Ciências e Matemática, e um curso de especialização Lato Sensu em Educação Infantil.

### Subdivisões
Ao todo são 91 bairros. São eles:
- Alcides Junqueira
- Alvorada
- Bela Vista
- Brasil
- Camargo
- Carvalho
- Central
- Cidade Jardim
- Centro
- Cristina
- Distrito Industrial
- Elândia
- Eldorado
- Esperança
- Gerson Baduy
- Gardênia
- Gilca Vilela Cancella
- Guimarães
- Hélio
- Independência
- Ipiranga
- Jamila
- Jardim Copacabana (Residencial Camilo Chaves)
- Jardim do Rosário
- Jardim Europa I
- Jardim Europa II
- Jerônimo Mendonça (Novo Tempo I)
- Lagoa Azul I
- Lagoa Azul II
- Maria Vilela
- Marta Helena
- Mirim
- Morada do Sol
- Natal
- Nossa Senhora Aparecida
- Novo Horizonte
- Novo Mundo
- Novo Tempo II
- Paranaíba
- Pedreira
- Pirapitinga
- Platina
- Portal dos Ipês
- Portal do Lago
- Progresso
- Residencial Buritis
- Residencial Canaã I,
- Residencial Canaã II
- Residencial Carlos Dias Leite
- Residencial Drummond I, II eIII
- Residencial Estados Unidos
- Residencial Leste
- Monte Verde
- Portal dos Ipês
- Residencial Spazio Colina
- Residencial Nadime Derze Jorge I
- Residencial Nadime Derze Jorge II
- Residencial Nova Ituiutaba I, II, III e IV
- Ribeiro
- Santa Edwiges
- Santa Maria
- Santo Antônio
- São José
- Satélite Andradina
- Setor Norte
- Setor Norte Industrial
- Setor Sul
- Sol Nascente II
- Tiradentes
- Tupã
- Universitário
- Vila Miisa

## Esporte
Em 23 de julho de 2024, o Boa Esporte Clube (fundado com o nome de "Ituiutaba Esporte Clube"), que estava em Varginha desde 2011, anunciou seu retorno a Ituiutaba, com a venda de seu estádio da Fazendinha na cidade para a rede Supermercados BH. O clube adquiriu uma área nobre na cidade para a construção de futuras instalações, como um novo estádio e um centro de treinamento para a equipe. A área comprada é estimada em 4 alqueires (ou 192 mil metros quadrados)..